# Primož Brezec
Primož Brezec (nacido el 2 de octubre de 1979 en Postojna) es un exjugador profesional de baloncesto esloveno que disputó 21 temporadas como profesional, 8 de ellas en la NBA. Mide 2,16 metros, y juega en la posición de pívot. En la actualidad ejerce como ojeador para los Cleveland Cavaliers.

## Trayectoria deportiva
Brezec nació en Postojna, y creció jugando en Kraski Zidar. Jugó en el KK Union Olimpija desde 1998 hasta 2001.
Fue elegido en la posición 27 del Draft de la NBA de 2000 por Indiana Pacers. Tres años después y tras jugar muy poco, fue elegido en el draft de expansión por los Bobcats. En su primer año en el equipo, promedió 13 puntos y 7 rebotes.  El 14 de diciembre de 2007 es traspasado a Detroit Pistons junto a Walter Herrmann a cambio de Nazr Mohammed.
Dos meses después, fue traspasado a Toronto Raptors a cambio de Juan Dixon. Tras su paso por la Lottomatica Roma, en agosto de 2009 regresó a la NBA, fichando por Philadelphia 76ers.
En febrero de 2010 fue traspasado a Milwaukee Bucks junto con Royal Ivey a cambio de Francisco Elson y Jodie Meeks.

## Estadísticas de su carrera en la NBA

### Temporada regular
| Año     | Equipo       | PJ  | PT  | MPP  | %TC  | %3P  | %TL  | RPP | APP | ROB | TPP | PPP  |
| ------- | ------------ | --- | --- | ---- | ---- | ---- | ---- | --- | --- | --- | --- | ---- |
| 2001–02 | Indiana      | 22  | 4   | 7.3  | .483 | .000 | .600 | 1.3 | .3  | .0  | .3  | 2.0  |
| 2002–03 | Indiana      | 22  | 1   | 5.0  | .395 | .000 | .600 | 1.0 | .2  | .1  | .2  | 1.9  |
| 2003–04 | Indiana      | 18  | 0   | 4.0  | .462 | .000 | .667 | .8  | .2  | .0  | .2  | 1.6  |
| 2004–05 | Charlotte    | 72  | 72  | 31.6 | .512 | .000 | .745 | 7.4 | 1.2 | .5  | .8  | 13.0 |
| 2005–06 | Charlotte    | 79  | 79  | 27.4 | .517 | .000 | .732 | 5.6 | .6  | .2  | .4  | 12.4 |
| 2006–07 | Charlotte    | 58  | 40  | 14.4 | .445 | .333 | .632 | 3.2 | .4  | .2  | .4  | 5.0  |
| 2007–08 | Charlotte    | 20  | 18  | 13.4 | .395 | .000 | .600 | 2.2 | .3  | .0  | .2  | 1.9  |
| 2007–08 | Detroit      | 17  | 0   | 5.8  | .769 | .000 | .500 | 1.1 | .2  | .1  | .1  | 1.6  |
| 2007–08 | Toronto      | 13  | 0   | 8.5  | .447 | .000 | .667 | 1.4 | .1  | .1  | .2  | 3.7  |
| 2009–10 | Philadelphia | 7   | 0   | 5.1  | .154 | .000 | .500 | 1.7 | .0  | .1  | .1  | .7   |
| 2009–10 | Milwaukee    | 14  | 0   | 4.2  | .538 | .000 | .000 | .9  | .1  | .0  | .1  | 1.0  |
| Total   | Total        | 342 | 214 | 18.1 | .498 | .167 | .701 | 3.9 | .5  | .2  | .4  | 7.2  |